# International Society of Surgery
Die International Society of Surgery (ISS), französisch Société Internationale de Chirurgie (SIC), ist eine internationale chirurgische Gesellschaft.

## Geschichte
Die Société Internationale de Chirurgie wurde 1902 auf Initiative des belgischen Chirurgen Antoine Depage und seiner Kollegen gefördert. Nach der Gründung der Gesellschaft mit Sitz in Belgien fand 1905 das erste internationale chirurgische Treffen in Brüssel statt und wurde vom Schweizer Chirurgen Theodor Kocher geleitet.
Nach dem Zweiten Weltkrieg wurde die Organisation mit der Teilnahme von Chirurgen nicht nur aus Europa, sondern auch aus Nord- und Südamerika und aus Asien und Australien allmählich stärker.
Die Zeitschrift der Gesellschaft, das World Journal of Surgery, wurde 1977 erstmals herausgegeben und steht heute unter der Leitung von John Hunter. 1979 wurde das ISS/SIC-Hauptquartier von Brüssel nach Basel, Schweiz, verlegt. Anschließend folgten andere chirurgische Gesellschaften der ISS als integrierte Gesellschaften: die Internationale Vereinigung der endokrinen Chirurgen (IAES) im Jahr 1979 (auf dem Kongress in San Francisco), die Internationale Vereinigung für die Chirurgie der Trauma- und Chirurgische Intensivmedizin (IATSIC) im Jahr 1989 (auf dem Kongress in Toronto), die Internationale Vereinigung für Chirurgische Stoffwechsel und Ernährung (IASMEN) im Jahr 1993 (auf dem Kongress in Hongkong), Brustchirurgie International (BSI) im Jahr 1999 (auf dem Kongress in Wien), die International Society for Digestive Surgery (ISDS) – gegründet als CICD im Jahr 1969 – im Jahr 2009 in Adelaide, und die Allianz für Chirurgie und Anästhesie Präsenz (ASAP) trat 2013 auf dem Helsinki-Kongress bei.